# Guioa
Guioa es un género de 78 especies de árboles perteneciente a la familia  Sapindaceae. Tienen una amplia distribución, dese Malasia, bajando a la costa de  Australia y en las islas del Pacífico.
Se caracterizan por tener pelusa los plantones nuevos. Las especies australianas se conocen como cedros, aunque no tengan relación directa con cedros o con el miembro de las Meliaceae que también se le conoce como cedros.

## Especies
- Guioa acutifolia
- Guioa crenulata
- Guioa myriadenia
- Guioa normabiensis
- Guioa semiglauca